# Steve Burtenshaw
Steve Burtenshaw (Portslade, 23 novembre 1935 – Worthing, 17 febbraio 2022) è stato un calciatore e allenatore di calcio inglese, di ruolo centrocampista.

## Palmarès

### Giocatore

#### Competizioni nazionali
- Football League One: 1

Brighton&Hove: 1957–1958